# Jerry Fielding
Pour les articles homonymes, voir Fielding.
Jerry Fielding est un compositeur américain de musique de films né le 17 juin 1922 et mort le 17 février 1980. Il a surtout composé pour Michael Winner, Sam Peckinpah et Clint Eastwood.
Dans les années 1950, il fut une des victimes du maccarthysme et inscrit sur la liste noire du cinéma.

## Filmographie

### Cinéma
- 1962 : The Nun and the Sergeant de Franklin Adreon
- 1962 : Tempête à Washington (Advise and consent) d'Otto Preminger
- 1964 : For Those Who Think Young (en) de Leslie H. Martinson
- 1964 : La flotte se mouille (McHale's Navy) de Edward Montagne
- 1964 : McHale's Navy Joins the Air Force de Edward Montagne
- 1966 : The Crazy World of Laurel and Hardy de Bill Scott
- 1969 : La Horde sauvage (The Wild bunch) de Sam Peckinpah
- 1969 : Mission Impossible Versus the Mob de Paul Stanley
- 1970 : Trois Réservistes en java ( Suppose They Gave a War and Nobody Came) de Hy Averback
- 1971 : L'Homme de la loi (Lawman) de Michael Winner
- 1971 : Le Corrupteur (The Nightcomers) de Michael Winner
- 1971 : Johnny s'en va-t-en guerre (Johnny got his gun) de Dalton Trumbo
- 1971 : Les Chiens de paille (Straw Dogs) de Sam Peckinpah
- 1972 : Les Collines de la terreur (Chato's land) de Michael Winner
- 1972 : Junior Bonner, le dernier bagarreur de Sam Peckinpah
- 1972 : Le Flingueur (The Mechanic) de Michael Winner
- 1973 : Scorpio de Michael Winner
- 1973 : Échec à l'organisation (The Outfit) de John Flynn
- 1974 : Les Superflics (The Super Cops) de Gordon Parks
- 1974 : Apportez-moi la tête d'Alfredo Garcia (Bring Me the Head of Alfredo Garcia) de Sam Peckinpah
- 1974 : Le Flambeur (The Gambler) de Karel Reisz
- 1975 : Tueur d'élite (The Killer elite) de Sam Peckinpah
- 1975 : The Black Bird de David Giler
- 1976 : La Chouette Équipe (The Bad News Bears) de Michael Ritchie
- 1976 : Josey Wales hors-la-loi (The Outlaw Josey Wales) de Clint Eastwood
- 1976 : L'inspecteur ne renonce jamais (The Enforcer) de James Fargo
- 1977 : Génération Proteus (Demon Seed)  de Donald Cammell
- 1978 : L'Épreuve de force (The Gauntlet) de Clint Eastwood
- 1978 : Sauvez le Neptune ! (Gray Lady Down) de David Greene
- 1978 : Le Grand Sommeil (The Big sleep) de Michael Winner
- 1979 : Le Dernier Secret du Poseidon (Beyond the Poseidon adventure) d'Irwin Allen
- 1979 : L'Évadé d'Alcatraz (Escape from Alcatraz) de Don Siegel
- 1980 : Le cri des ténèbres (Cries in the Night) de William Fruet
- 1980 : Below the Belt de Robert Fowler

### Télévision

#### Téléfilms
- 1972 : Man in the Middle d'Herbert Kenwith
- 1974 : Honky Tonk de Don Taylor